# Homewood Mountain Resort

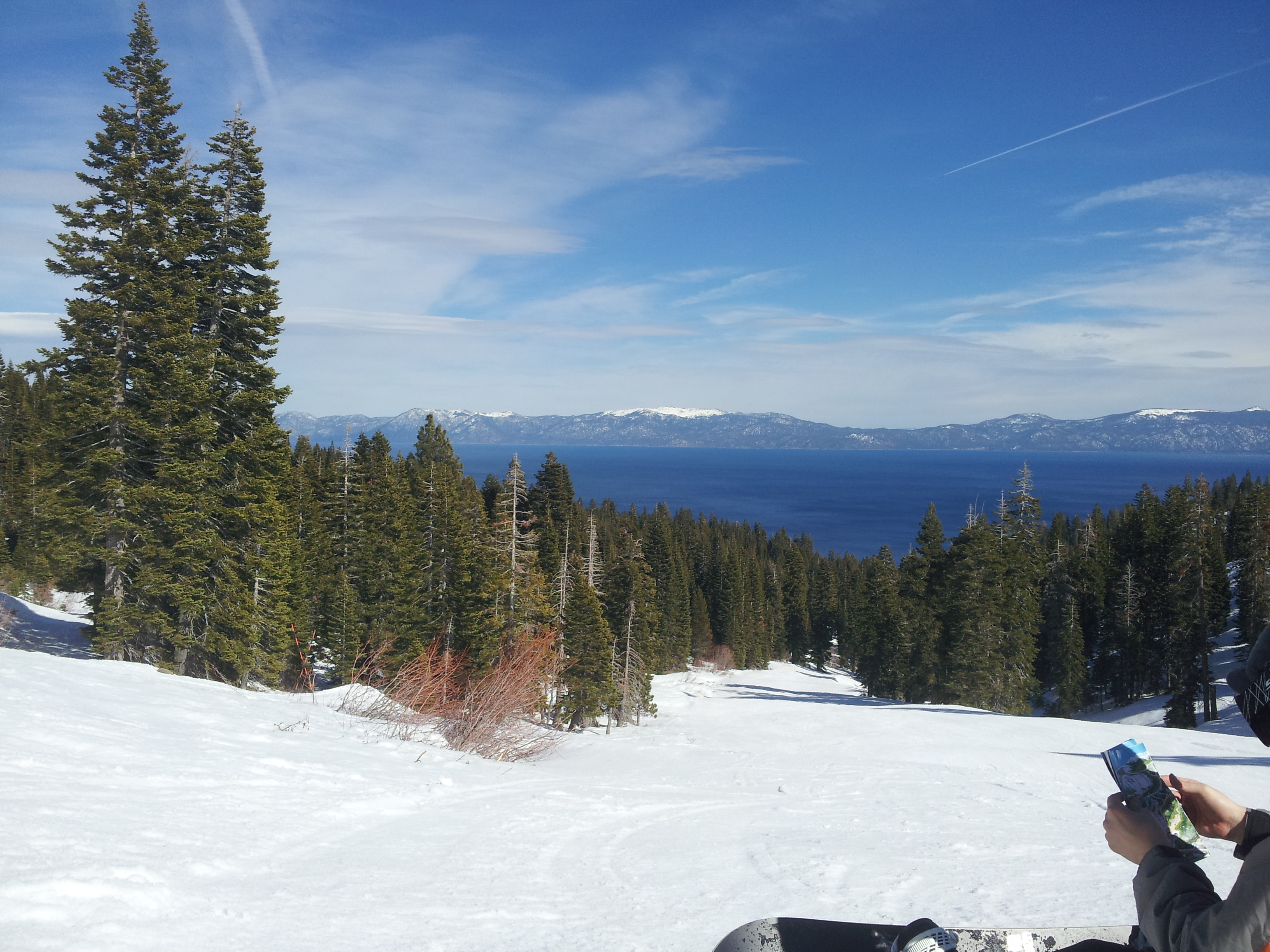
Região

Homewood Mountain Resort é uma estação de esqui em Homewood, na costa oeste do Lago Tahoe, norte da Califórnia, Estados Unidos. 

## Características
Das estações de esquí da região, Homewood é uma das menores, porém não menos divertida. Na parte norte de Lake Tahoe, é a que possui a melhor vista para o mesmo, comparando-se apenas com a estação Heavenly no sul da região.
É também conhecida por ser uma estação frequentada por famílias inteiras, desde crianças pequenas à avós.
Há três restaurantes no local, um na base sul da estação, outro na base norte (o maior dos três) e o terceiro no meio da montanha, um dos mais populares. Como a estação não oferece hospedagem, a melhor solução é ficar em Tahoe City, maior cidade da região norte de Lake Tahoe, que fica a aproximadamente dez minutos de carro, ou aproximadamente 20 de ônibus do resort.
O resort conta com aulas de esquí e snowboard para crianças (que passam o dia todo com os instrutores) e adultos, normalmente dadas por estrangeiros em temporadas de trabalho nos EUA, boa comida e um ótimo ambiente, definitivamente valendo a pena ser visitada.